# شويل صادق خان (مقاطعة دالاهو)
شويل‌صادق‌خان (بالفارسية: شویل‌صادق‌خان) هي قرية تقع في قسم قلخاني الريفي (مقاطعة دالاهو) في إيران. يقدر عدد سكانها بـ 120 نسمة بحسب إحصاء 2016.